# Weigoldsberg
Weigoldsberg ist ein Landschaftsschutzgebiet (Schutzgebietsnummer 1.17.051) im Landkreis Göppingen.

## Lage und Beschreibung
Das Schutzgebiet entstand durch Verordnung des Landratsamts Göppingen vom 22. Dezember 1975. Es umfasst nahezu die gesamte zusammenhängende Fläche des Weigoldsberges zwischen dem Degginger Ortsteil Reichenbach im Täle und den Bad Überkinger Ortsteilen Hausen an der Fils und Unterböhringen. Es gehört zum Naturraum 094-Mittlere Kuppenalb innerhalb der naturräumlichen Haupteinheit 09-Schwäbische Alb. Teile des Landschaftsschutzgebiets liegen im FFH-Gebiet 7423-342 Filsalb und im Vogelschutzgebiet 7422-441 Mittlere Schwäbische Alb. Das 4,8 Hektar große eingetragene Naturdenkmal Heide Weigoldsberg liegt im Landschaftsschutzgebiet.

## Schutzzweck
Wesentlicher Schutzzweck ist die Erhaltung der reizvollen naturnahen Landschaft mit der Vielfalt ihrer prägenden Elemente als naturnaher Lebens- und Erholungsraum sowie als Rückzugsraum für eine artenreiche Tier- und Pflanzenwelt. Ein besonderer Schutz der Natur und Landschaft in ihrer Ganzheit und in einzelnen Teilen ist erforderlich um die naturnahen Landschaftsteile mit hohem Erholungswert für die Allgemeinheit zu erhalten.